# Sarandis Juwanudis
Sarandis Juwanudis (ur. 1953, zm. 2 stycznia 2013 w Jerapetrze) – grecki perkusista rockowy i jazzowy (grał też world music) przez wiele lat związany z polskim środowiskiem muzycznym.

## Kariera muzyczna
W latach 1975–1977 był perkusistą rockowej grupy Romuald & Roman z którą zarejestrował kilka nagrań radiowych. W kolejnych latach współpracował z zespołami: Tie Break, Free Cooperation i Osjan. Nagrywał i koncertował też m.in. z Jorgosem Skoliasem, Leszkiem Dranickim (był także jednym z aranżerów jego albumu pt. With a little help...), Wojciechem Konikiewiczem, Johnem Porterem i Voo Voo. Brak pracy zmusił go do wyjazdu z Polski w 1990 roku. Przez ostatnie 23 lata swojego życia mieszkał w miejscowości Jerapetra na Krecie. Plany powrotu do Polski i ponownej współpracy z wieloma muzykami z którymi grał na początku kariery – w szczególności związanymi z Tie Breakiem i Free Cooperation – przerwał jego nagły zgon (zmarł na atak serca).

## Dyskografia[5]

### Z zespołemRomuald & Roman
- Z Archiwum Polskiego Radia vol. 5: Romuald i Roman. Nagrania radiowe z lat 1968–1976 (2xCD, Polskie Radio PRCD 1066-67, 2007)
- The Polish Psychedelic Trip Vol. II 1969–1976 (CD, Kameleon Records KAMLP 23, 2019)

### Z zespołemTie Break
- Tie Break (7xCD, Fundacja Kultury Wici FKW 001, 2014)[7]

### Z zespołem Free Cooperation
- In The Higher School (LP, PolJazz PSJ-188, 1986)
- Our Master’s Voice (LP, PolJazz PSJ-186, 1988)
- They Might Be Giants Vs. McSweeney's (CD, McSweeney's Quarterly Concern, 2001 – kompilacja)
- Sketches of Poland (CD, Biodro Records BRCD 035, 2008)[8]
- Polish Radio Jazz Archives 18 (CD, Polskie Radio PRCD 1668, 2014)

### ZLeszkiem Dranickim
- With A Little Help... (LP, Polskie Nagrania „Muza” SX 2563, 1986; MC, Polskie Nagrania „Muza” CK 698, 1986)

### Z zespołemVoo Voo
- Voo Voo (LP, Pronit PLP 0025, 1986; CD, Polton CDPL 027, 1991)
- Gold (MC, Koch International Poland – 52219-4, 2000 – kompilacja)
- 30 Lat Voo Voo (CD, ART2 Music Management – ART2 – 012, 2015)

### Z zespołemOsjan
- Rytuał dźwięku i ciszy (LP, Polskie Nagrania „Muza” SX 2609, 1988)

### ZJohnem Porterem
- TV Studio 2 Live (MC, Tesco T-002, ?)